# Argyrosticta
Argyrosticta é um gênero de traça pertencente à família Arctiidae.